# Saturn Awards 2004
La 30ª edizione dei Saturn Awards si è svolta il 5 maggio 2004 all'Universal Sheraton Hotel di Los Angeles in California, per premiare le migliori produzioni cinematografiche e televisive del 2003.

## Vincitori e candidati
I vincitori sono indicati in grassetto, a seguire gli altri candidati.

### Film

#### Miglior film di fantascienza
- X-Men 2 (X2), regia di Bryan Singer[1]
- Hulk, regia di Ang Lee
- Tomb Raider - La culla della vita (Lara Croft Tomb Raider: The Cradle of Life), regia di Jan de Bont
- Matrix Revolutions (The Matrix Revolutions), regia di Andy e Larry Wachowski
- Paycheck, regia di John Woo
- Terminator 3 - Le macchine ribelli (Terminator 3: Rise of the Machines), regia di Jonathan Mostow

#### Miglior film fantasy
- Il Signore degli Anelli - Il ritorno del re (The Lord of the Rings: The Return of the King), regia di Peter Jackson[2]
- Big Fish - Le storie di una vita incredibile (Big Fish), regia di Tim Burton
- Quel pazzo venerdì (Freaky Friday), regia di Mark Waters
- La leggenda degli uomini straordinari (The League of Extraordinary Gentlemen), regia di Stephen Norrington
- Peter Pan, regia di P. J. Hogan
- La maledizione della prima luna (Pirates of the Caribbean: The Curse of the Black Pearl), regia di Gore Verbinski

#### Miglior film horror
- 28 giorni dopo (28 Days Later), regia di Danny Boyle[3]
- Cabin Fever, regia di Eli Roth
- Final Destination 2, regia di David R. Ellis
- Freddy vs. Jason, regia di Ronny Yu
- Jeepers Creepers 2 - Il canto del diavolo 2 (Jeepers Creepers 2), regia di Victor Salva
- Non aprite quella porta (The Texas Chainsaw Massacre), regia di Marcus Nispel
- Underworld, regia di Len Wiseman

#### Miglior film d'azione/avventura/thriller
- Kill Bill: Volume 1, regia di Quentin Tarantino[4]
- Ritorno a Cold Mountain (Cold Mountain), regia di Anthony Minghella.
- Identità (Identity), regia di James Mangold
- The Italian Job, regia di F. Gary Gray
- L'ultimo samurai (The Last Samurai), regia di Edward Zwick
- The Missing, regia di Ron Howard

#### Miglior attore
- Elijah Wood - Il Signore degli Anelli - Il ritorno del re (The Lord of the Rings: The Return of the King)
- Albert Finney - Big Fish - Le storie di una vita incredibile (Big Fish)
- Tom Cruise - L'ultimo samurai (The Last Samurai)
- Viggo Mortensen - Il Signore degli Anelli - Il ritorno del re (The Lord of the Rings: The Return of the King)
- Johnny Depp - La maledizione della prima luna (Pirates of Caribbean: The Curse of the Black Pearl)
- Crispin Glover - Willard il paranoico (Willard)

#### Miglior attrice
- Uma Thurman - Kill Bill: Volume 1
- Jamie Lee Curtis - Quel pazzo venerdì (Freaky Friday)
- Jennifer Connelly - Hulk
- Cate Blanchett - The Missing
- Jessica Biel - Non aprite quella porta (The Texas Chainsaw Massacre)
- Kate Beckinsale - Underworld

#### Miglior attore non protagonista
- Sean Astin - Il Signore degli Anelli - Il ritorno del re (The Lord of the Rings: The Return of the King)
- Sonny Chiba - Kill Bill: Volume 1
- Ken Watanabe - L'ultimo samurai (The Last Samurai)
- Ian McKellen - Il Signore degli Anelli - Il ritorno del re (The Lord of the Rings: The Return of the King)
- Andy Serkis - Il Signore degli Anelli - Il ritorno del re (The Lord of the Rings: The Return of the King)
- Geoffrey Rush - La maledizione della prima luna (Pirates of Caribbean: The Curse of the Black Pearl)

#### Miglior attrice non protagonista
- Ellen DeGeneres - Alla ricerca di Nemo (Finding Nemo)
- Lucy Liu - Kill Bill: Volume 1
- Peta Wilson - La leggenda degli uomini straordinari (The League of Extraordinary Gentlemen)
- Miranda Otto - Il Signore degli Anelli - Il ritorno del re (The Lord of the Rings: The Return of the King)
- Keira Knightley - La maledizione della prima luna (Pirates of Caribbean: The Curse of the Black Pearl)
- Kristanna Loken - Terminator 3 - Le macchine ribelli (Terminator 3: Rise of the Machines)

#### Miglior attore emergente
- Jeremy Sumpter - Peter Pan
- Frankie Muniz - Agente Cody Banks (Agent Cody Banks)
- Lindsay Lohan - Quel pazzo venerdì (Freaky Friday)
- Sōsuke Ikematsu - L'ultimo samurai (The Last Samurai)
- Jenna Boyd - The Missing
- Rachel Hurd-Wood - Peter Pan

#### Miglior regia
- Peter Jackson - Il Signore degli Anelli - Il ritorno del re (The Lord of the Rings: The Return of the King)[5]
- Danny Boyle - 28 giorni dopo (28 Days Later)
- Quentin Tarantino - Kill Bill: Volume 1 (Kill Bill: Vol. 1)
- Edward Zwick - L'ultimo samurai (The Last Samurai)
- Gore Verbinski - La maledizione della prima luna (Pirates of the Caribbean: The Curse of the Black Pearl)
- Bryan Singer - X-Men 2 (X2)

#### Miglior sceneggiatura
- Fran Walsh, Philippa Boyens e Peter Jackson - Il Signore degli Anelli - Il ritorno del re (The Lord of the Rings: The Return of the King)
- Alex Garland - 28 giorni dopo (28 Days Later)
- Andrew Stanton, Bob Peterson e David Reynolds - Alla ricerca di Nemo (Finding Nemo)
- Heather Hach e Leslie Dixon - Quel pazzo venerdì (Freaky Friday)
- Quentin Tarantino - Kill Bill: Volume 1 (Kill Bill: Vol. 1)
- Dan Harris e Michael Dougherty - X-Men 2 (X2)

#### Miglior costumi
- Penny Rose - La maledizione della prima luna (Pirates of the Caribbean: The Curse of the Black Pearl)
- Ngila Dickson, Richard Taylor - Il Signore degli Anelli - Il ritorno del re (The Lord of the Rings: The Return of the King)
- Louise Mingenbach - X-Men 2 (X2)
- Jacqueline West - La leggenda degli uomini straordinari (The League of Extraordinary Gentlemen)
- Kym Barrett - Matrix Revolutions (The Matrix Revolutions)
- Janet Patterson - Peter Pan (Peter Pan)

#### Miglior trucco
- Richard Taylor e Peter King - Il Signore degli Anelli - Il ritorno del re (The Lord of the Rings: The Return of the King)
- Rick Baker, Bill Corso e Robin L. Neal - La casa dei fantasmi (The Haunted Mansion)
- Ve Neill e Martin Samuel - La maledizione della prima luna (Pirates of the Caribbean: The Curse of the Black Pearl)
- Jeff Dawn e John Rosengrant - Terminator 3 - Le macchine ribelli (Terminator 3: Rise of the Machines)
- Trefor Proud e Balázs Novák - Underworld
- Gordon J. Smith - X-Men 2 (X2)

#### Migliori effetti speciali
- Jim Rygiel, Joe Letteri, Randall William Cook e Alex Funke - Il Signore degli Anelli - Il ritorno del re (The Lord of the Rings: The Return of the King)
- Dennis Muren, Edward Hirsh, Colin Brady e Michael Lantieri' - Hulk
- John Gaeta, Kim Libreri, George Murphy e Craig Hayes - Matrix Revolutions
- John Knoll, Hal T. Hickel, Terry D. Frazee e Charles Gibson - La maledizione della prima luna (Pirates of Caribbean: The Curse of the Black Pearl)
- Pablo Helman, Danny Gordon Taylor, Allen Hall e John Rosengrant - Terminator 3 - Le macchine ribelli (Terminator 3: Rise of the Machines)
- Michael L. Fink, Richard E. Hollander, Stephen Rosenbaum e Mike Vézina - X-Men 2 (X2)

#### Miglior colonna sonora
- Howard Shore - Il Signore degli Anelli - Il ritorno del re (The Lord of the Rings: The Return of the King)
- Klaus Badelt - La maledizione della prima luna (Pirates of Caribbean: The Curse of the Black Pearl)
- Danny Elfman - Hulk
- Jerry Goldsmith - Looney Tunes: Back in Action
- Thomas Newman - Alla ricerca di Nemo (Finding Nemo)
- John Ottman - X-Men 2 (X2)

#### Miglior film d'animazione
- Alla ricerca di Nemo (Finding Nemo), regia di Andrew Stanton
- Koda, fratello orso (Brother Bear), regia di Aaron Blaise e Robert Walker
- Looney Tunes: Back in Action, regia di Joe Dante
- Sinbad - La leggenda dei sette mari (Sinbad: Legend of the Seven Seas), regia di Patrick Gilmore e Tim Johnson
- Il libro della giungla 2 (The Jungle Book 2), regia di Steve Trenbirth
- I Rugrats nella giungla (Rugrats Go Wild), regia di Norton Virgien e John Eng

### Televisione

#### Miglior serie televisiva trasmessa da una rete
- Angel
- CSI - Scena del crimine (CSI: Crime Scene Investigation)
- Alias
- Buffy l'ammazzavampiri (Buffy the Vampire Slayer)
- Star Trek: Enterprise
- Smallville

#### Miglior serie televisiva trasmessa via cavo
- Stargate SG-1
- Andromeda
- Carnivàle
- Dead Like Me
- The Dead Zone
- Farscape

#### Miglior presentazione televisiva
- Battlestar Galactica
- I figli di Dune (Frank Herbert's Children of Dune)
- Star Wars: Clone Wars
- Il diario di Ellen Rimbauer (The Diary of Ellen Rimbauer)
- Dreamkeeper
- Il popolo del fiume (Riverworld)

#### Miglior attore televisivo
- David Boreanaz - Angel
- Richard Dean Anderson - Stargate SG-1
- Scott Bakula - Star Trek: Enterprise
- Michael Shanks - Stargate SG-1
- Michael Vartan - Alias
- Tom Welling - Smallville

#### Miglior attrice televisiva
- Amber Tamblyn - Joan of Arcadia
- Eliza Dushku - Tru Calling
- Jennifer Garner - Alias
- Sarah Michelle Gellar - Buffy l'ammazzavampiri (Buffy the Vampire Slayer)
- Kristin Kreuk - Smallville
- Ellen Muth - Dead Like Me

#### Miglior attore non protagonista televisivo
- James Marsters - Angel e Buffy l'ammazzavampiri (Buffy the Vampire Slayer)
- Alexis Denisof - Angel
- Victor Garber - Alias
- John Glover - Smallville
- Michael Rosenbaum - Smallville
- Nick Stahl - Carnivàle

#### Miglior attrice non protagonista televisiva
- Amy Acker - Angel
- Jolene Blalock - Enterprise
- Charisma Carpenter - Angel
- Victoria Pratt - Mutant X
- Katee Sackhoff - Battlestar Galactica
- Amanda Tapping - Stargate SG-1

### Home media

#### Miglior edizione DVD/Blu-ray (film)
- Bionicle: Mask of Light
- Anatomy 2
- The Hitcher II - Ti stavo aspettando... (The Hitcher II: I've Been Waiting)
- Interstate 60
- May
- Sennen joyû

#### Miglior edizione speciale DVD/Blu-ray
- Il Signore degli Anelli - Le due torri (The Lord of the Rings: The Two Towers)
- Black Hawk Down - Black Hawk abbattuto (Black Hawk Down)
- Alla ricerca di Nemo (Finding Nemo)
- Harry Potter e la camera dei segreti (Harry Potter and the Chamber of Secrets)
- Identità (Identity)
- La maledizione della prima luna (Pirates of the Caribbean: The Curse of the Black Pearl)

#### Miglior edizione DVD/Blu-ray di un film classico
- La leggenda di Robin Hood (The Adventures of Robin Hood)
- Ventimila leghe sotto i mari (20,000 Leagues Under the Sea)
- C'era una volta il West
- Incubi notturni (Dead of Night)
- Il re leone (The Lion King)
- Roadgames

#### Miglior collezione DVD/Blu-ray
- The Adventures of Indiana Jones DVD Collection
- Mystery Science Theater 3000 Collection vol. 2 - 4
- The Lon Chaney Collection
- Alien Quadrilogy
- The Jack Ryan Special Edition DVD Collection
- X-Men Collection

#### Miglior edizione DVD/Blu-ray (serie TV)
- Firefly - serie completa
- Battlestar Galactica - serie completa
- Hercules - stagioni 1 e 2
- Star Trek: Deep Space Nine - stagioni 1-7
- Taken
- Oltre la legge - L'informatore (Wiseguy) - stagione 1

## Premi speciali
- Life Career Award: 
  - John Williams
  - Blake Edwards
- President's Award: Gale Anne Hurd
- George Pal Memorial Award: Ridley Scott
- Young Filmmaker's Showcase Award: Eli Roth
- Visionary Award: Paul Allen